# Национальный ботанический сад (Брест)
Национальный ботанический сад (фр. Conservatoire botanique national de Brest, дословно — «Ботаническая консерватория») — ботанический сад в Бресте (Франция).
Площадь сада — около 32 га, теплолюбивые виды растений произрастают в теплицах. 95 % видов находятся под угрозой различной степени. К северу на территории 20 га к ботаническому саду примыкает парк.
История сада начинается в 1971 году, когда местный муниципалитет стал осваивать территорию, где ранее были карьер и свалка. Долина была выбрана из-за мягкого климата Бретани. В 1975 году сад стал первым объектом в мире, посвященном спасению исчезающих видов (Conservatoire). С 1977 года сад открыт для бесплатного посещения. В 1990 году при саде открыт Национальный природный ботанический центр охраны растений близлежащей Армориканской возвышенности.
Сегодня в ботаническом саду произрастает около 1700 видов.

## Галерея

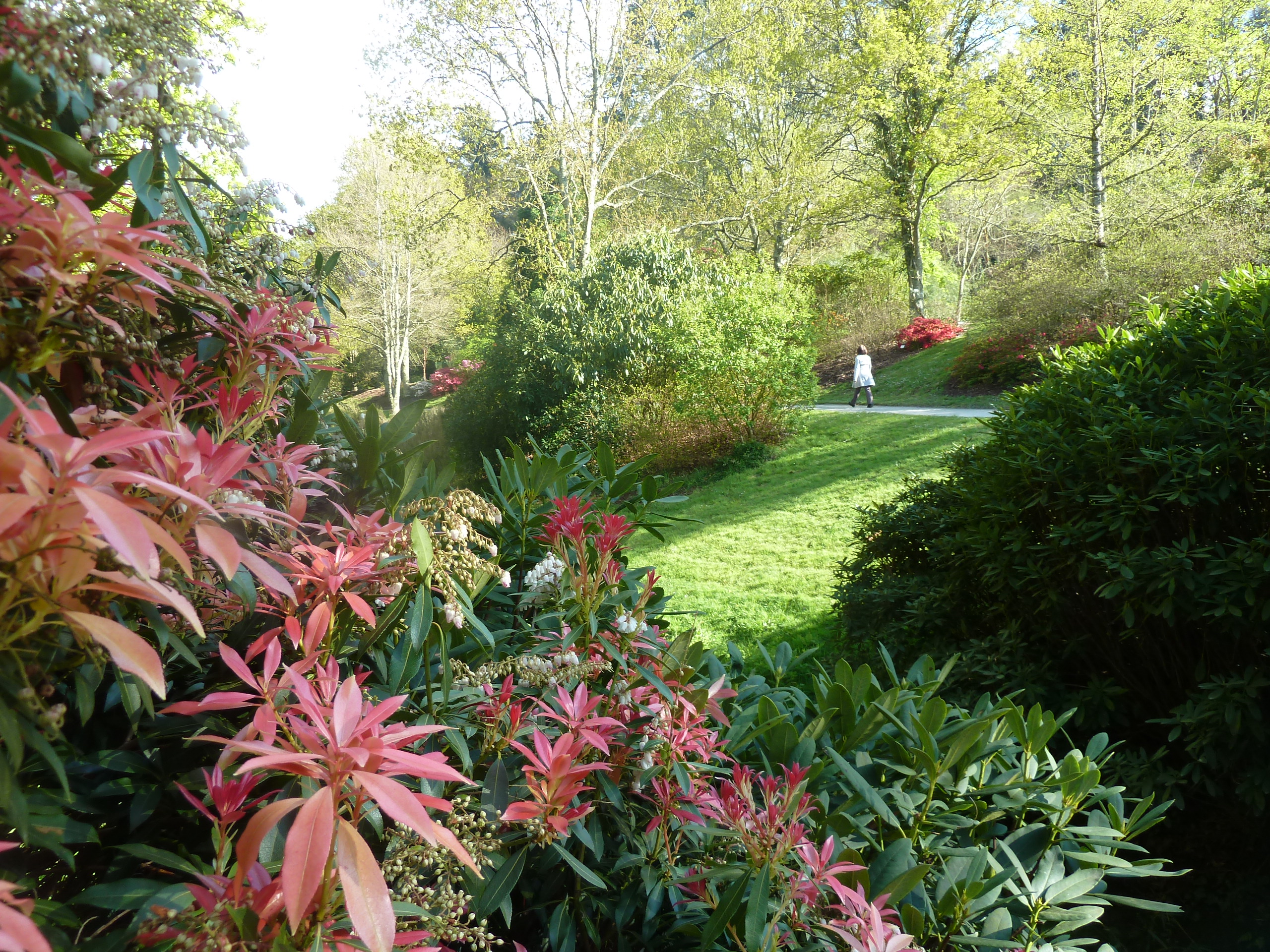
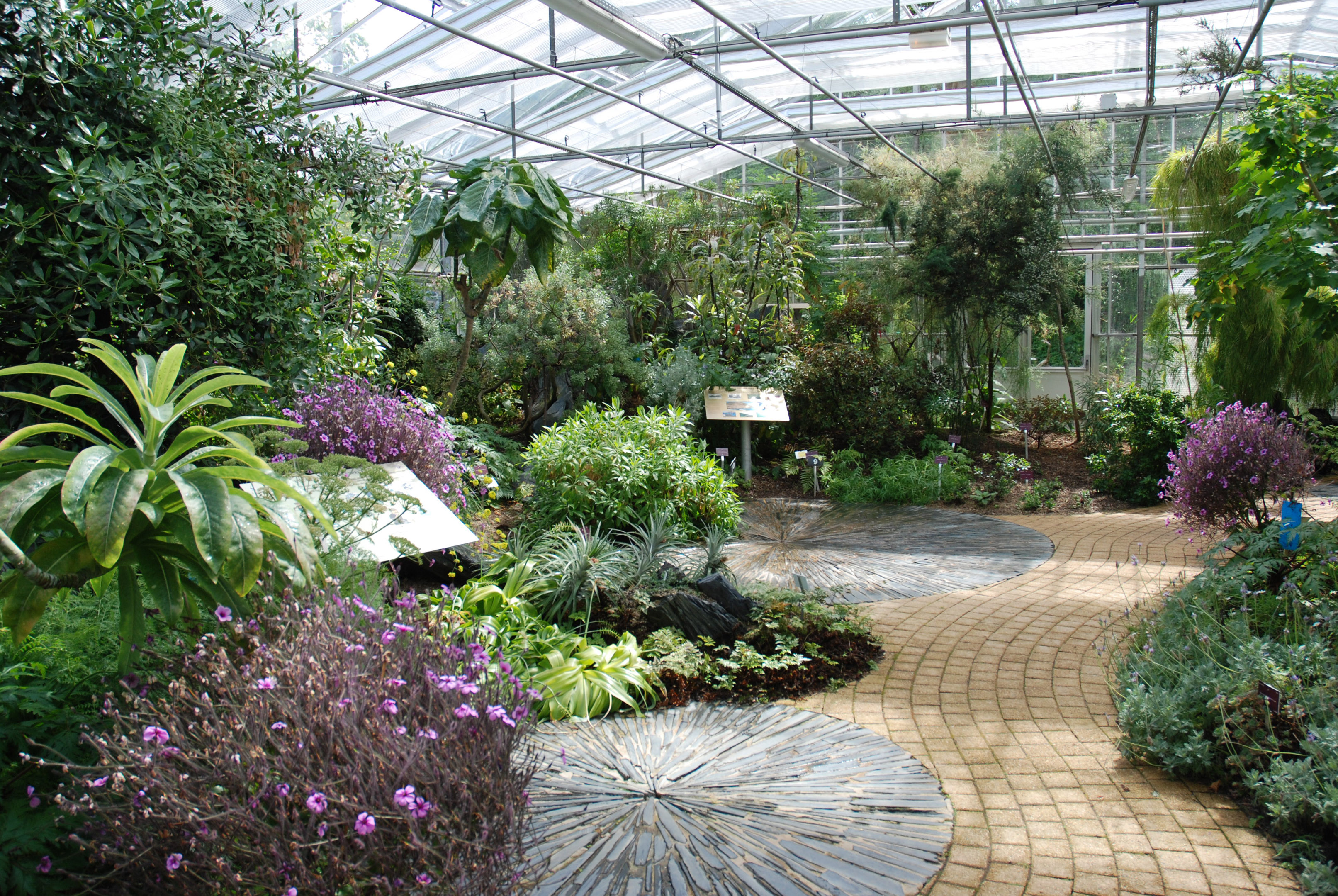
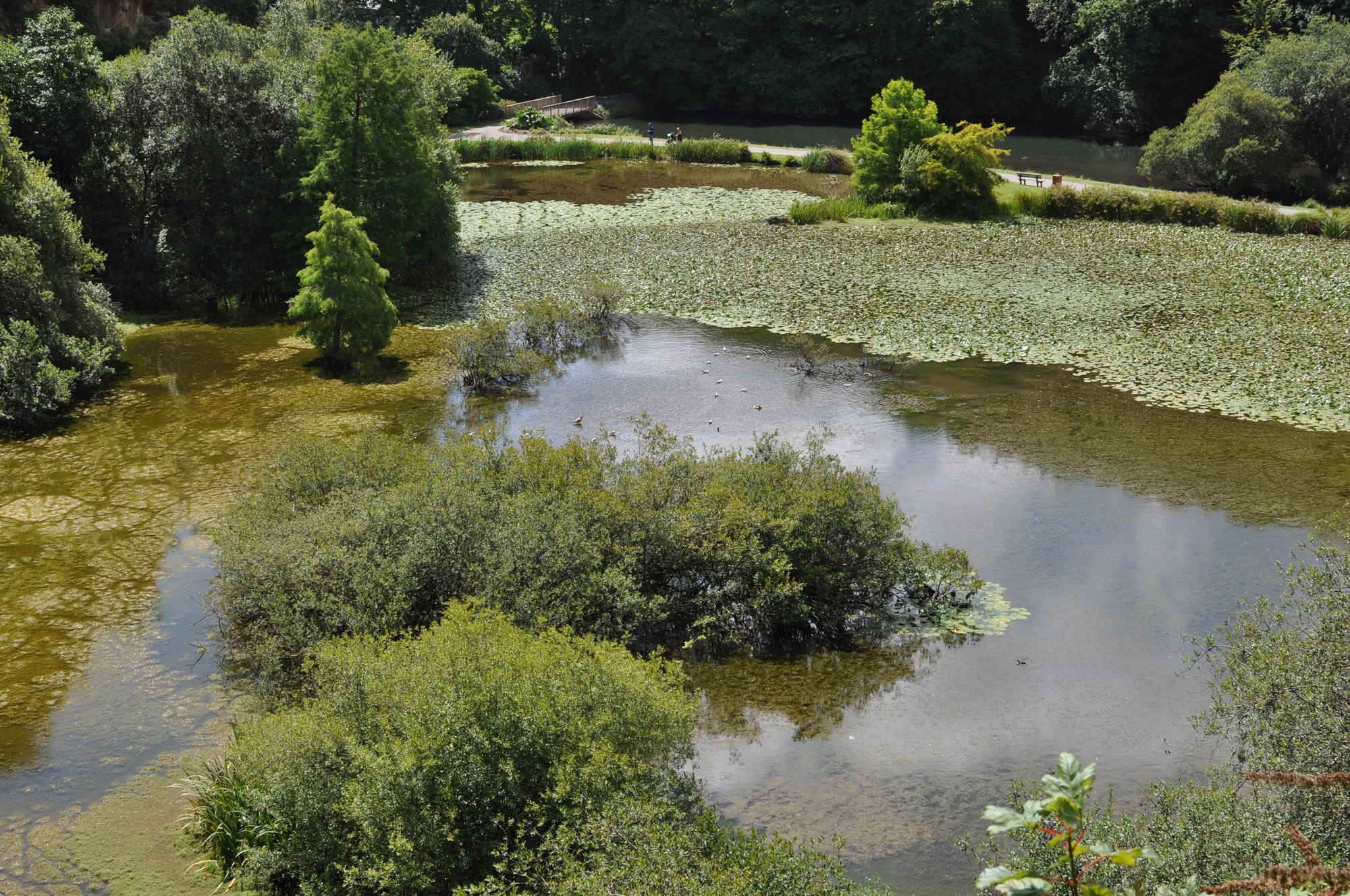
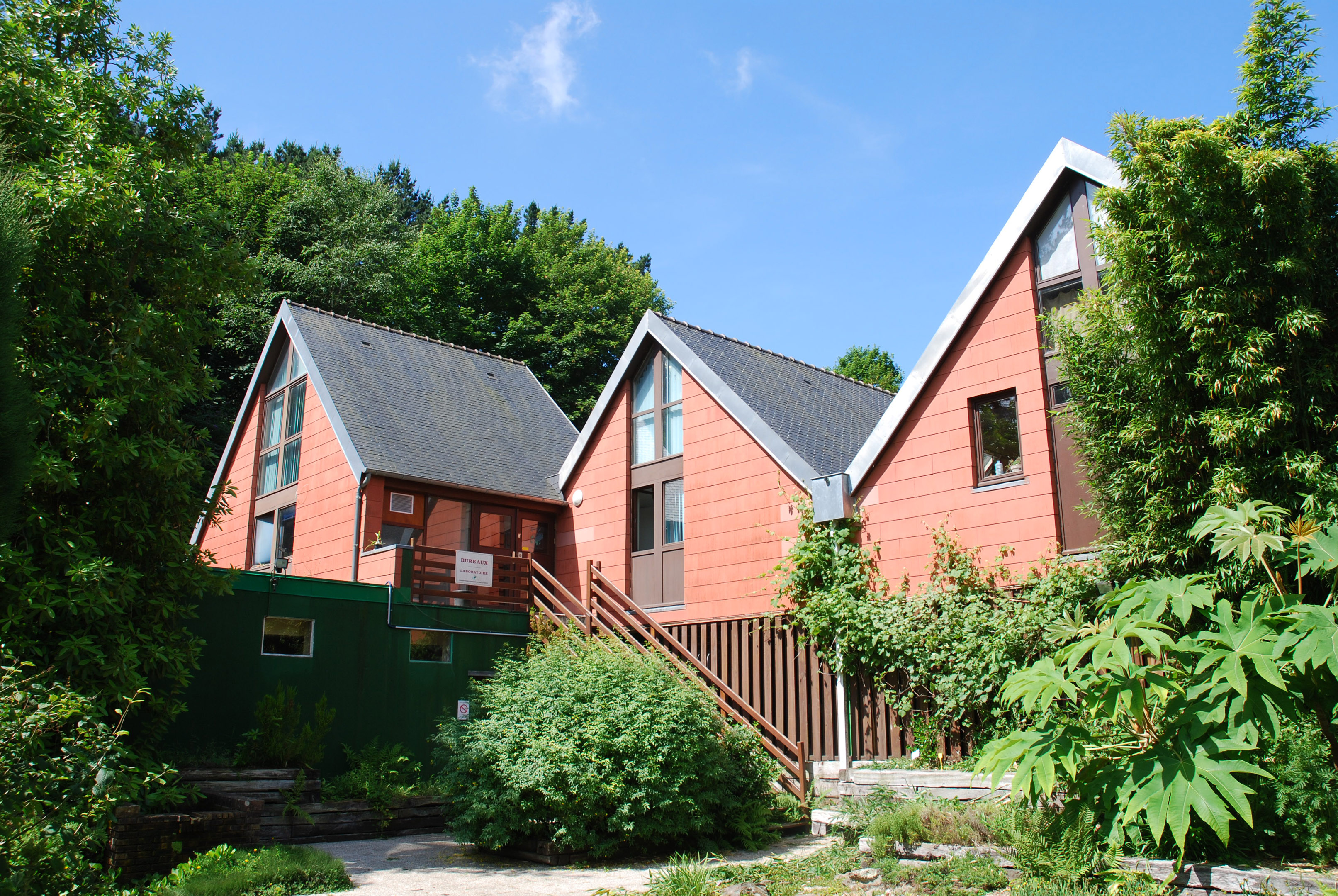